# Roland Coryn
Roland Coryn (Kortrijk, 21 december 1938) is een Belgisch componist, altviolist en muziekpedagoog.

## Levensloop
Coryn studeerde aan het Koninklijk Conservatorium te Gent en behaalde een eerste prijs notenleer (1957), piano (1958) bij A. de Vries, altviool (1959) bij Alfons Volleman, kamermuziek (1959), harmonie (1961) bij G. Lonque, contrapunt (1965) bij R. Vansteenbrugge, fuga (1967) bij Mestdagh en compositie (1977) bij J. Decadt; daarnaast verwierf hij een Hoger Diploma altviool (1964) en kamermuziek (1966).
Hij componeert vooral kamermuziek, maar ook muziek voor groot orkest en voor koor. Tot zijn bekendste werken behoren Per piano Solo (1972), 13 miniaturen voor fluit en strijkkwartet (1979), het oratorium Opus: Mens uit 1987, Pain (1993), A letter to the World (uit 1993, gebaseerd op poëzie van Emily Dickinson) en Winds of Dawn - Missa da Pacem (2000). Uit zijn werk blijkt een grote voorkeur voor de absolute muziek. Roland Coryn was jarenlang directeur van de Academie van Harelbeke en van 1974 tot 1996 docent compositie aan het Koninklijk Conservatorium van Gent.
Als componist behaalde hij diverse prijzen, waaronder de Tenutoprijs in 1973 voor Quattro Movimenti, de Jef Van Hoofprijs in 1974 voor Triptiek, de Koopalprijs in 1986 voor zijn kamermuziekoeuvre, en de Visser-Neerlandiaprijs in 1999 voor de totaliteit van zijn oeuvre. In 1993 werd hij verkozen tot lid van de Koninklijke Vlaamse Academie van België voor Wetenschappen en Kunsten. Hij woont en werkt in Harelbeke.
Coryn kwam al vroeg in contact met het artistieke leven. Zijn broer tekende en schilderde en zijn familie had contact met mensen uit de artistieke wereld. Na zijn muziekstudies aan de Stedelijke Muziekacademie van Harelbeke ging hij zich verder bekwamen aan het Koninklijk Conservatorium van Gent. Hij behaalde er onder andere het Hoger Diploma Altviool en Kamermuziek. Daarnaast volgde hij er tegelijkertijd de theoretische afdeling die hij beëindigde met een Eerste Prijs Compositie.
Als pedagoog was hij werkzaam aan de muziekacademies van Harelbeke, Izegem en Oostende. In 1979 werd hij in Harelbeke benoemd tot directeur. Op 1 september 1997 nam hij vervroegd pensioen om zich volledig te kunnen wijden aan zijn compositorisch werk.
In de periode van 1960 tot 1975 was hij hoofdzakelijk actief als uitvoerend musicus. Hij speelde altviool in het Belgisch Kamerorkest, waar hij in contact kwam met moderne muziek, en was stichtend lid van het Vlaams Pianokwartet, dat zich toelegde op werken van bekende componisten en Belgische meesters. Van 1986 tot 1997 leidde hij in Gent het Nieuw Conservatoriumensemble, waarmee hij hoofdzakelijk hedendaagse muziek uitvoerde.

## Oeuvre
Coryn heeft sinds 1970 al meer dan zestig werken geschreven. Zijn voorkeur voor absolute muziek blijkt onder meer uit het overheersen van instrumentale muziek boven vocale. De titels van zijn werken zijn doorgaans abstract: muzikale vormen, zoals bij Sonatine voor altviool solo (1959-60), of de bezetting, zoals bij Per piano solo (1972) of Saxofoonkwartet (1982).
De verschillende muzikale parameters worden door Coryn elk op een eigen specifieke wijze behandeld, met veelaandacht voor ritme en tempo. Ritmische ontwikkelingen ontstaan vanuit een inwendige motoriek, wat betekent dat ritmische kernen uit zichzelf nieuwe ritmische motieven genereren, die dan op hun beurt het uitgangspunt vormen voor een nieuwe verdere ontwikkeling. Dit kan leiden tot een hoge graad van complexiteit, zoals ritmepolyfonie of polyritmische gelaagdheid. De veelgelaagdheid van dergelijke ritmische ontwikkelingen is onder andere op te merken in de Introduzione van het orkestwerk Quattro Movimenti (1973), waarin een tweenotencel, gekoppeld aan zijn inversie, in verschillende duurwaarden in verschillende instrumentenkoppels verschijnt. Zoals het ritme een voortdurend voortspinnende beweging maakt, zo ook fluctueert het tempo. Constante tempi komen vrijwel niet voor.
Melodie is niet van primordiaal belang in Coryns muziek; lyrische melodieën komen zelden voor. Dikwijls worden zinnen opgebouwd door middel van celontwikkeling. In de uitwerking ervan is de secunde (evenals de septime en de none) een zeer belangrijk interval, dat zowel horizontaal als verticaal voorkomt. Het gebruik van dergelijke kleine intervallen kan leiden tot totaalchromatische velden of klankveldmomenten. De vele canonische passages in de stemvoering verwijzen naar de klassieke polyfonie.

## Composities

### Werken voor orkest
- 1973 Quattro Movimenti, voor orkest, op. 8 (winnaar Tenutoprijs)
- 1974 Triptiek, voor dwarsfluit, hobo (of twee klarinetten) en 8 strijkers, op. 10
- 1975 Sonate voor orkest, op. 12
- 1987 Concerto, voor viool en orkest, op. 38
- 1989 Due Pitture, voor orkest, op. 40
- 1989 Concerto grosso, voor groot strijkorkest, op. 41
- 1994 Concerto, voor vibrafoon, marimba, xylofoon en orkest, op. 54
- 1995 Tre Pezzi per orchestra d'archi, op. 57
- 1996 Sinfonia piccola, voor strijkorkest, op. 60
- 2002 Out of darkness, voor orkest, op. 67
- 2003 Concerto, voor cello en orkest, op. 76

### Werken voor harmonieorkest en koperensemble
- 1977 Divertimento, voor klarinet en harmonieorkest, op. 13
- 1980 Entrata, voor koperensemble, op. 22
- 1985 Introduzione e Ciaccona, voor koperensemble en slagwerk, op. 33
- 1989 Due Pitture, voor harmonieorkest, op. 40-bis
- 1991 Vijf Concert Preludes, voor hobo en harmonieorkest, op. 42-bis
- 1995 Due Contrasti, voor koperensemble, op. 56
- 1997 Concerto per Banda, voor harmonieorkest, op. 62

### Missen en oratoria
- 1987 Opus: Mens, oratorium voor sopraan, bariton, gemengd koor en instrumentaal ensemble, op. 37 - tekst: Jacques Coryn
- 2000 Winds of Dawn - Missa da Pacem, voor sopraan, tenor, bariton, gemengd koor, jeugdkoor en orkest

### Toneelwerken
- 1981 Jokaste tegen God, incidentele muziek, op. 24
- Het kleine Grootverhaal van Hebben en Zijn, spectacle voor dansers, kinderen, kinderkoor en jeugdorkest

### Werken voor koren
- 1985 Landschappen en stillevens, voor gemengd koor, op. 34 - tekst: G. Gils, R. Jooris en Paul van Ostayen
- 1985 A letter to the world, voor gemengd koor, op. 51 - tekst: Emily Dickinson
- 1991 Drie volksliederen
- 1992 Ave Maria, voor gemengd koor, op. 47
- 1993 Pain, voor driestemmig koor, op. 51/bis - tekst: Emily Dickinson
- 1996 Triptiek der Deernis, voor 4- of 5-stemmig gemengd koor, op. 61 - tekst: Luuk Gruwez
- 2000 Sotto voce, voor gemengd koor,
- 2004 Maria Vasalistriptiek, voor gemengd koor - tekst: M. Vasalis
- 2005 A meeting with...Emily Dickinson, Aleksandr Poesjkin, James Joyce, voor gemengd koor

### Vocale muziek
- 2006 A Tribute to William Blake, voor bas-bariton solo en gemengd koor, op. 74 - tekst: William Blake

### Kamermuziek
- 1959-1960 Sonatine, voor altviool solo, op. 1
- 1977 Sonatine, voor 2 klarinetten, op. 15
- 1977 Ballade, voor trompet en piano, op. 16
- 1979 Improvisatie II, voor altviool en piano, op. 20/2
- 1982 Kwartetbeweging, voor vier tuba's, op. 27
- 1982 Saxofoonkwartet, op. 31/a
- 1984 Sonate, voor altviool en piano, op. 32

### Werken voor orgel
- 2005 Tombeau - (In memoriam Herman Roelstraete), op. 69

### Werken voor piano
- 1972 Per piano solo, op. 5
- 1982 Sonate, voor 2 piano's, op. 25
- 1995 Dansloze suite, op. 59

### Werken voor beiaard
- Prelude and Dance, op. 52